# Brunnsbergsskogen

Brunnsbergsskogen är ett naturskyddsområde i nordöstra delen av Varberg. Ett planterat skogsområde begränsat av Gödestadsvägen, Ätranbanan och bostadsområdena vid Stenåsa och Brunnsberg. Skogen planterades runt 1900 under medverkan av stadens skolbarn i ett område där det tidigare i huvudsak växte ljung och enbuskar. 
I skogens södra del och nära Gödestadsvägen finns en tjärn som går under namnet Svarta havet,  Norr om den asfalterade cykelled som går genom området, finns en ibland uttorkad, mindre tjärn, som fått namnet Vita havet. Svarta havet har kalla vintrar använts som skridskobana. Den hölls tidigare rensad och belyst.  
En välpreparerad motionsslinga med en längd av 1 350 meter går genom området. Bänkar finns vid de båda tjärnarna samt längs promenadvägarna. Förekomsten av hallon och svamp är tämligen god.
Rester av landsvägen mellan Träslövs kyrka-Lassabacka kan spåras innanför Ätranbanan (nu industrispår) i skogens norra del, omgiven av ett bestånd av bokträd.  
Cirka 100 meter öster om tjärnen Svarta havet finns en av traktens två forntida gravar, en rund stensättning, skyltad och beskriven vid Gödestadsvägen. Den andra är belägen utanför skogsområdet, öster om närliggande Vidars gränd. 

## Bildgalleri

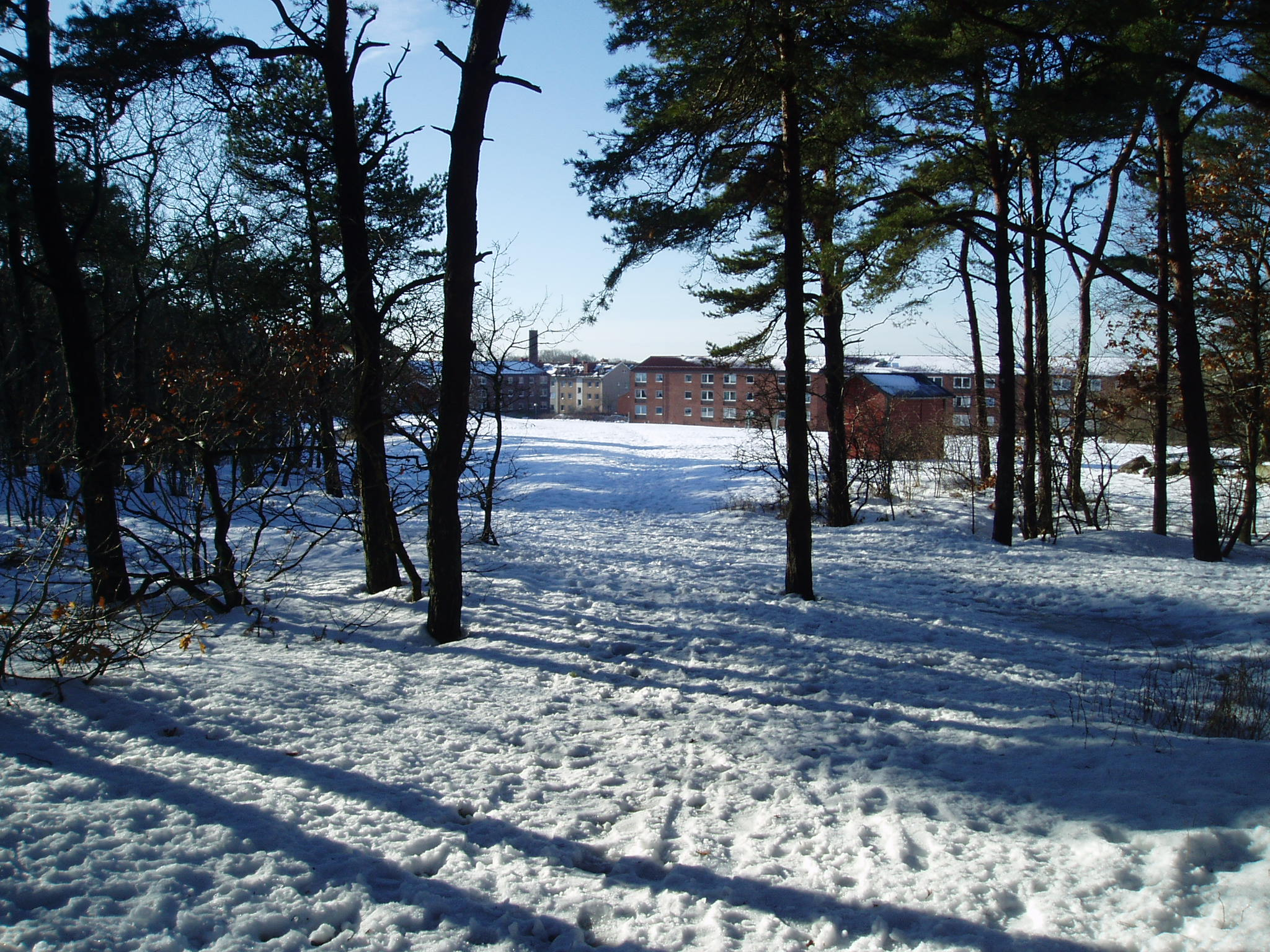
Vy mot Brunnsberg
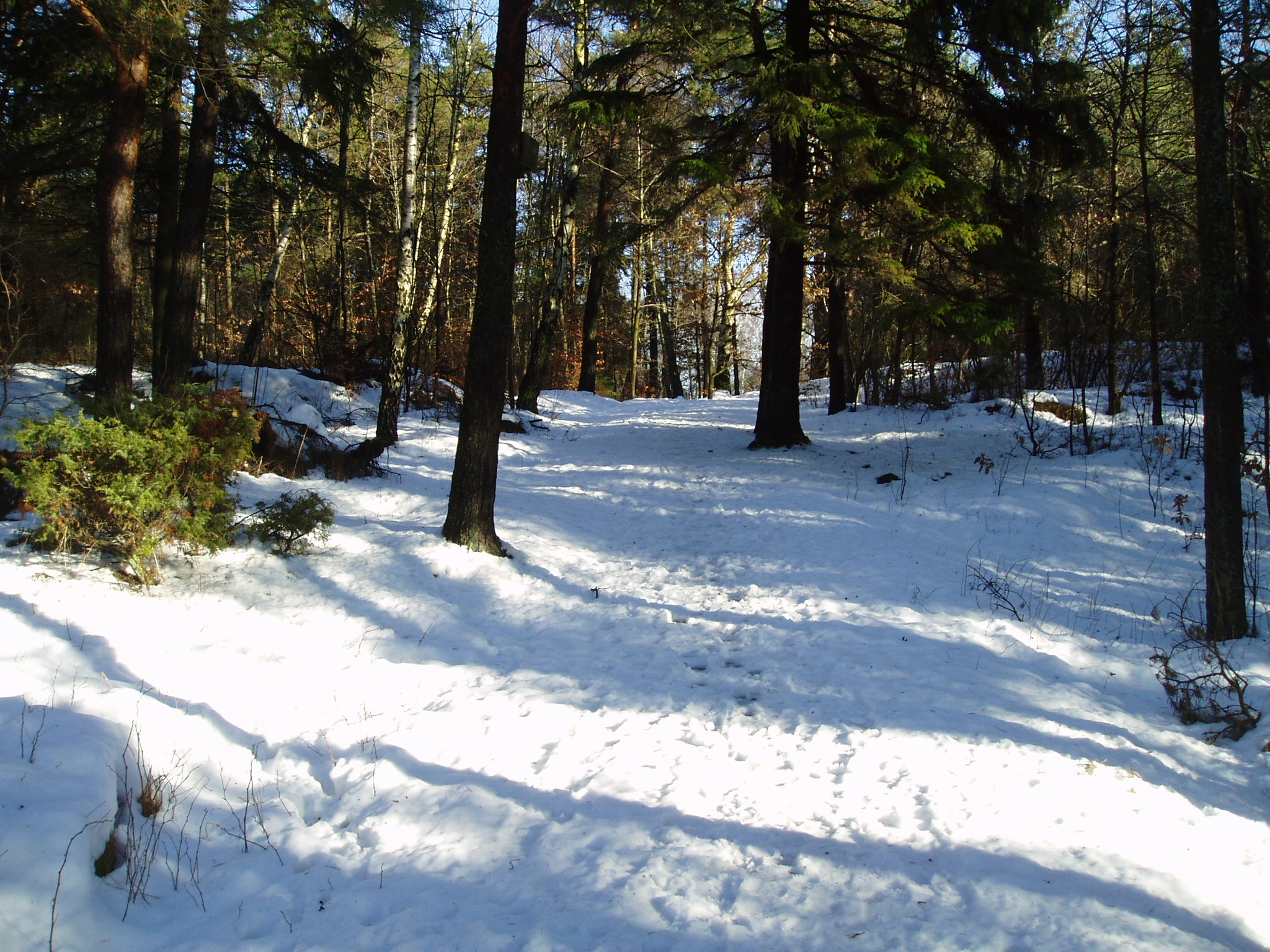
Vy mot Svarta havet
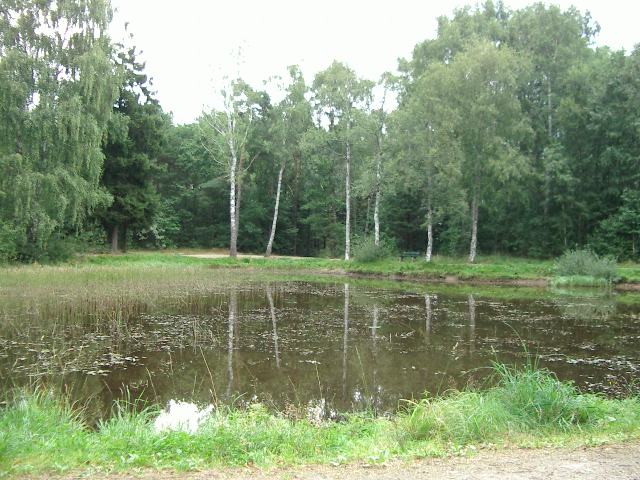
Svarta havet
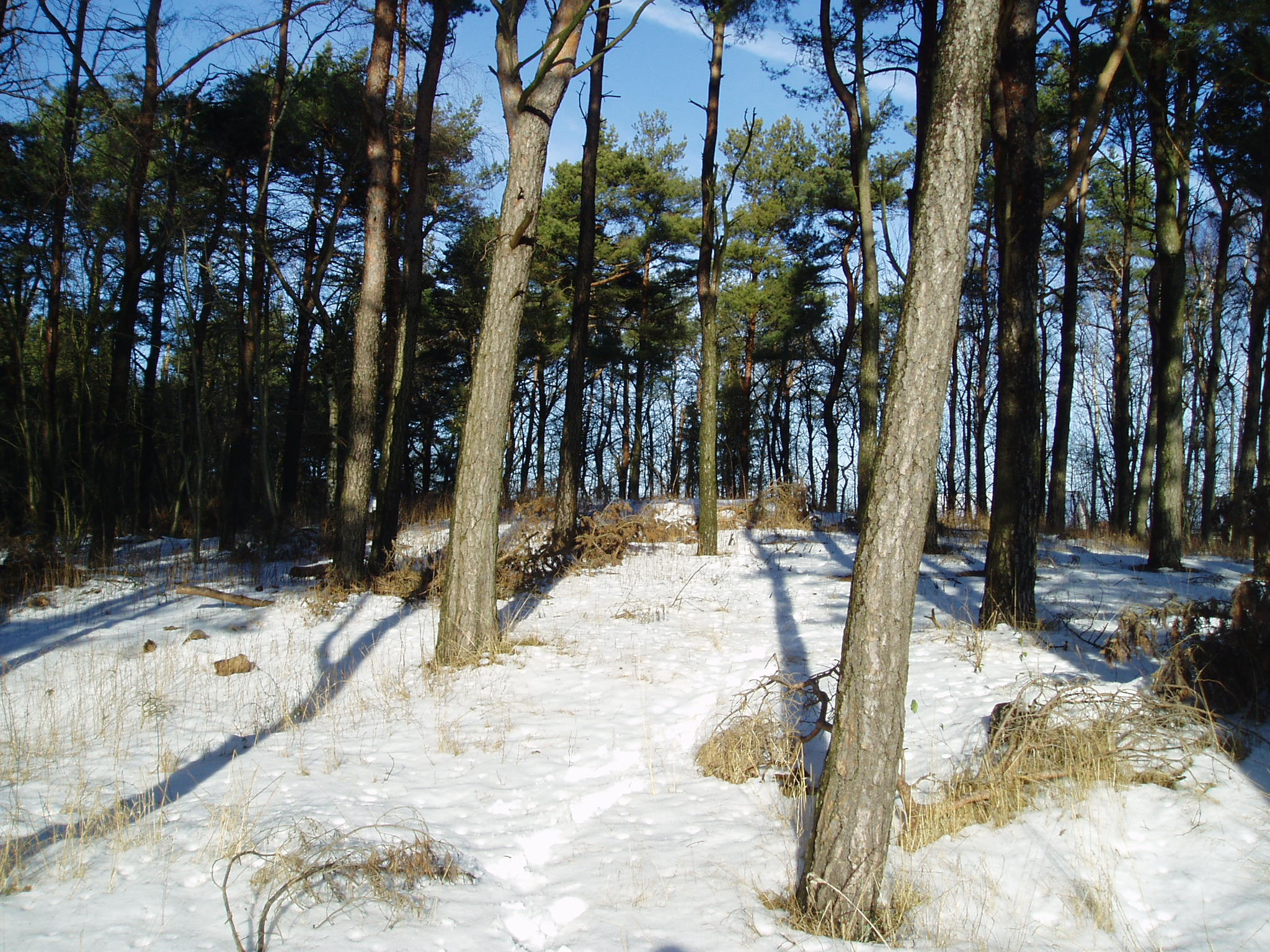
Forntida grav